# Lijst van Symphytognathidae
Deze pagina beschrijft alle soorten spinnen uit de familie der Symphytognathidae.

## Anapistula
Anapistula Gertsch, 1941
- Anapistula appendix Tong & Li, 2006
- Anapistula aquytabuera Rheims & Brescovit, 2003
- Anapistula ataecina Cardoso & Scharff, 2009
- Anapistula australia Forster, 1959
- Anapistula ayri Rheims & Brescovit, 2003
- Anapistula bebuia Rheims & Brescovit, 2003
- Anapistula benoiti Forster & Platnick, 1977
- Anapistula bifurcata Harvey, 1998
- Anapistula boneti Forster, 1958
- Anapistula caecula Baert & Jocqué, 1993
- Anapistula cuttacutta Harvey, 1998
- Anapistula guyri Rheims & Brescovit, 2003
- Anapistula ishikawai Ono, 2002
- Anapistula jerai Harvey, 1998
- Anapistula orbisterna Lin, Pham & Li, 2009
- Anapistula pocaruguara Rheims & Brescovit, 2003
- Anapistula secreta Gertsch, 1941
- Anapistula seychellensis Saaristo, 1996
- Anapistula tonga Harvey, 1998
- Anapistula troglobia Harvey, 1998
- Anapistula ybyquyra Rheims & Brescovit, 2003

## Anapogonia
Anapogonia Simon, 1905
- Anapogonia lyrata Simon, 1905

## Crassignatha
Crassignatha Wunderlich, 1995
- Crassignatha ertou Miller, Griswold & Yin, 2009
- Crassignatha gudu Miller, Griswold & Yin, 2009
- Crassignatha haeneli Wunderlich, 1995
- Crassignatha longtou Miller, Griswold & Yin, 2009
- Crassignatha pianma Miller, Griswold & Yin, 2009
- Crassignatha quanqu Miller, Griswold & Yin, 2009
- Crassignatha yamu Miller, Griswold & Yin, 2009
- Crassignatha yinzhi Miller, Griswold & Yin, 2009

## Curimagua
Curimagua Forster & Platnick, 1977
- Curimagua bayano Forster & Platnick, 1977
- Curimagua chapmani Forster & Platnick, 1977

## Globignatha
Globignatha Balogh & Loksa, 1968
- Globignatha rohri (Balogh & Loksa, 1968)
- Globignatha sedgwicki Forster & Platnick, 1977

## Patu
Patu Marples, 1951
- Patu bicorniventris Lin & Li, 2009
- Patu bispina Lin, Pham & Li, 2009
- Patu digua Forster & Platnick, 1977
- Patu eberhardi Forster & Platnick, 1977
- Patu jidanweishi Miller, Griswold & Yin, 2009
- Patu kishidai Shinkai, 2009
- Patu marplesi Forster, 1959
- Patu nigeri Lin & Li, 2009
- Patu quadriventris Lin & Li, 2009
- Patu qiqi Miller, Griswold & Yin, 2009
- Patu saladito Forster & Platnick, 1977
- Patu samoensis Marples, 1951
- Patu shiluensis Lin & Li, 2009
- Patu silho Saaristo, 1996
- Patu spinithoraxi Lin & Li, 2009
- Patu vitiensis Marples, 1951
- Patu woodwardi Forster, 1959
- Patu xiaoxiao Miller, Griswold & Yin, 2009

## Symphytognatha
Symphytognatha Hickman, 1931
- Symphytognatha blesti Forster & Platnick, 1977
- Symphytognatha brasiliana Balogh & Loksa, 1968
- Symphytognatha carstica Brescovit, Álvares & Lopes, 2004
- Symphytognatha chickeringi Forster & Platnick, 1977
- Symphytognatha fouldsi Harvey, 2001
- Symphytognatha gertschi Forster & Platnick, 1977
- Symphytognatha globosa Hickman, 1931
- Symphytognatha goodnightorum Forster & Platnick, 1977
- Symphytognatha imbulunga Griswold, 1987
- Symphytognatha orghidani Georgescu, 1988
- Symphytognatha picta Harvey, 1992
- Symphytognatha tacaca Brescovit, Álvares & Lopes, 2004
- Symphytognatha ulur Platnick, 1979